# Ancylolomia shafferi
Ancylolomia shafferi là một loài bướm đêm trong họ Crambidae.